# Martín Guzmán
Martín Maximiliano Guzmán (La Plata, 12 de octubre de 1982) es un economista argentino. Fue ministro de Economía de la Nación Argentina desde el 10 de diciembre de 2019 hasta el 2 de julio de 2022.

## Biografía

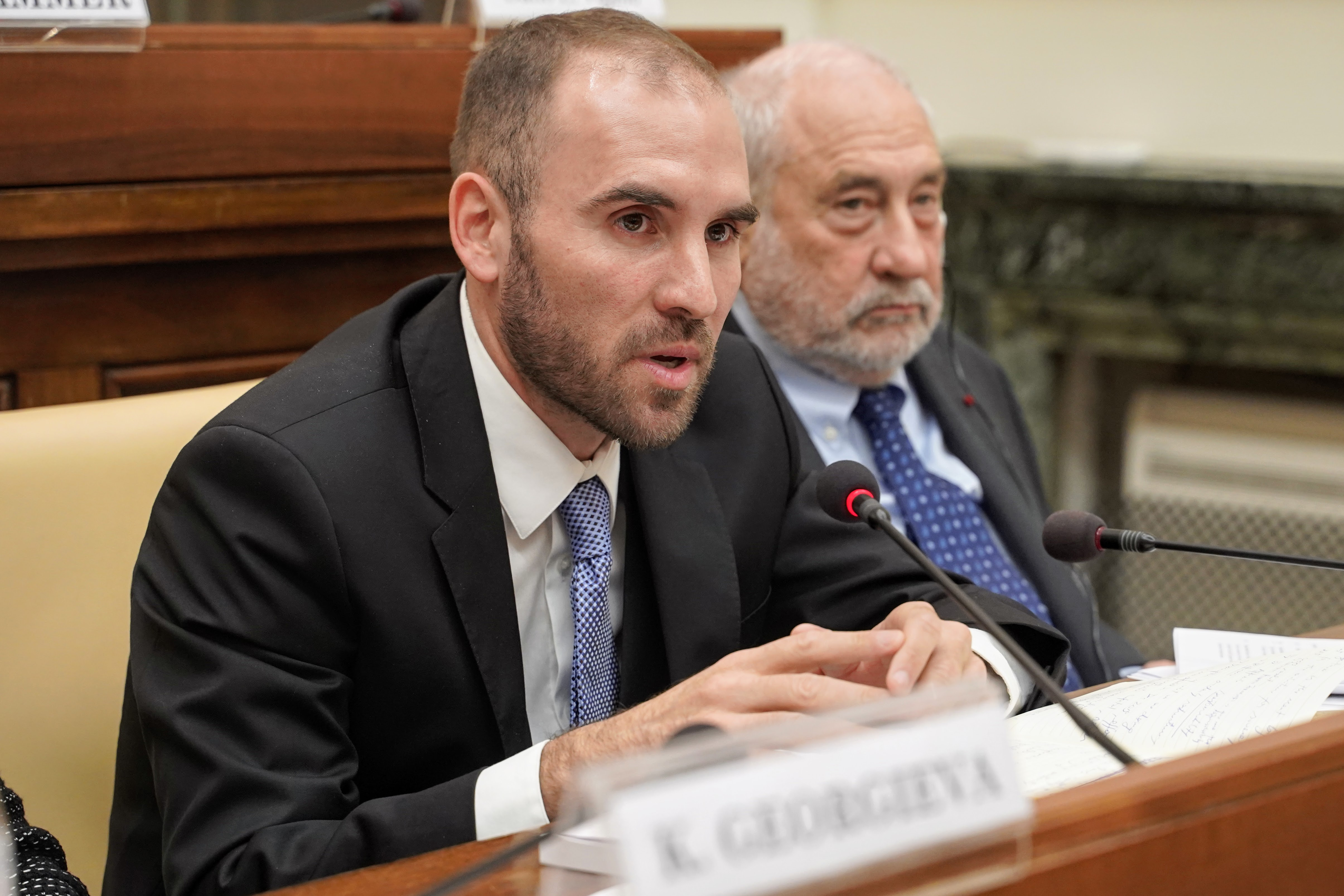
Martín Guzmán con Joseph Stiglitz en 2020.

Estudió en la Universidad Nacional de La Plata, de donde se recibió como licenciado en Economía en 2005 y realizó una maestría en Economía en 2007, con una tesis titulada «Prociclicidad de las políticas fiscales en contextos volátiles». Posteriormente realizó estudios de posgrado en la Universidad Brown, donde se doctoró en 2013, bajo la dirección de Peter Wilkinson Howitt, con su tesis titulada «Entendiendo las causas y efectos de las crisis financieras». Entre 2013 y 2016 realizó un posdoctorado en la Universidad de Columbia bajo la dirección del ganador del Premio Nobel de Economía Joseph Stiglitz, con quién codirige el programa de formación académica de la Initiative for Policy Dialogue de la Universidad de Columbia, un instituto fundado en el año 2000 por Stiglitz cuando dejó la vicepresidencia del Banco Mundial, que tiene la misión de estimular un diálogo alternativo y crítico en el mundo sobre políticas de desarrollo y globalización. Constituye una red de economistas líderes a nivel mundial y abarca a instituciones académicas y de política en los hemisferios norte y sur.
Es miembro del grupo de investigaciones sobre inestabilidades y externalidades macroeconómicas del Institute for New Economic Thinking’s Taskforce, un think tank sin fines de lucro creado en 2009 con el objetivo de aportar una visión económica alternativa en respuesta a la crisis financiera internacional de 2008, y que cuenta con seis economistas galardonados con el premio Nobel en su junta asesora.
También es Senior Fellow no residente del Center for International Governance Innovation, un laboratorio de ideas independiente con base en Canadá creado por Jim Balsillie (fundador de Blackberry) y cofinanciado por el gobierno de Canadá, que tiene como misión  contribuir a una mejor gobernanza mundial.
Actualmente se desempeña como profesor titular de la materia Moneda, Crédito y Bancos de la Facultad de Ciencias Económicas de la Universidad Nacional de La Plata y profesor asociado de Macroeconomía de la Facultad de Ciencias Económicas de la Universidad de Buenos Aires.
Ha publicado numerosos artículos de alto impacto académico en revistas especializadas y libros, y en medios como The New York Times, The Washington Post, Financial Times, The Guardian, Project Syndicate y The Huffington Post, entre otros.  
Se desempeñó como editor jefe del Journal of Globalization and Development, una de las referencias académicas internacionales, en donde se publican investigaciones académicas sobre la globalización, el desarrollo.

## Ministro de Economía
| Año  | Evolución del PBI | Inflación | Pobreza | Desempleo | Deuda bruta como % del PBI | Resultado financiero |
| ---- | ----------------- | --------- | ------- | --------- | -------------------------- | -------------------- |
| 2020 | −9.9 %            | 36.1 %    | 42 %    | 11 %      | 103.8 %                    | -8.4%                |
| 2021 | 10.3 %            | 50.9 %    | 37.3 %  | 7 %       | 80.5 %                     | -4.5%                |
| 2022 | 5.2 %             | 94.8 %    | 39.2 %  | 6.8 %     | 85.2 %                     | -4.2%                |

El 10 de diciembre de 2019 fue designado como ministro de Economía de la Nación por el presidente Alberto Fernández.
En agosto de 2020 planteó que su ministerio se encontraba trabajando en una reforma tributaria basada en cinco principios: sostenibilidad fiscal, progresividad, simplicidad, coordinación con las provincias y la generación de incentivos a la producción, el empleo y la formalización.

#### Ley de solidaridad y reactivación productiva

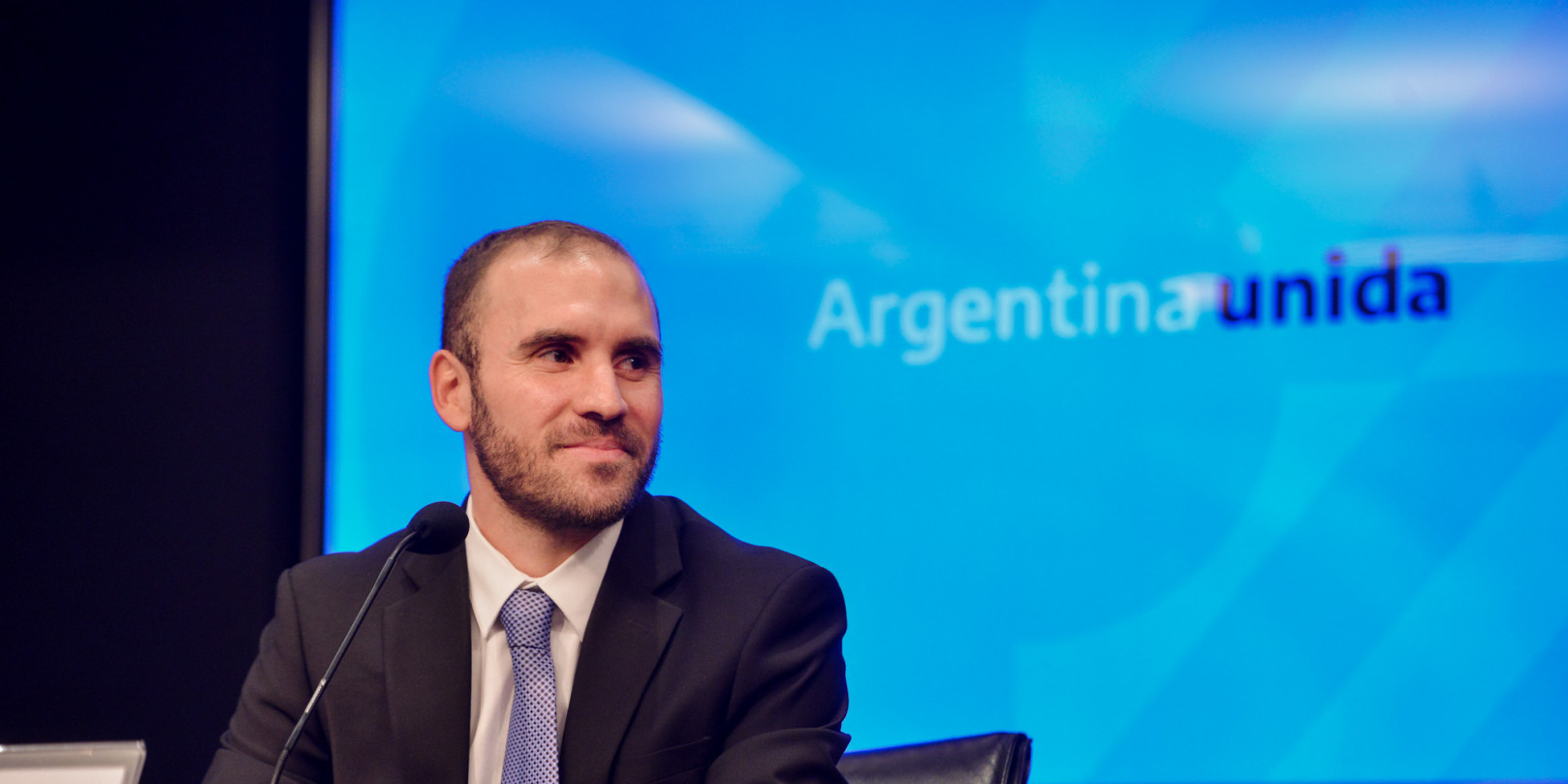
Guzmán anuncia el envío al Congreso del proyecto de Ley de Solidaridad y Reactivación Productiva, en el Palacio de Hacienda.

El 28 de diciembre de 2019 se reglamentó la «Ley de Solidaridad y Reactivación Productiva», un proyecto de 88 artículos que facultó al Poder Ejecutivo a declarar la emergencia pública en materia económica, financiera, fiscal, administrativa, previsional, tarifaria, energética, sanitaria y social hasta el 31 de diciembre de 2020; prorrogó el presupuesto 2019, estableció un impuesto del 30 % sobre la compra de dólares estadounidenses, suspendió la movilidad jubilatoria por 180 días, fijó un nuevo esquema de retenciones a la exportaciones. Al mismo tiempo impulso una diversificación productiva basada en las tecnologías. Las exportaciones de los servicios basados en el conocimiento (SBC) sumaron en 2021 año pasado 6405 millones de dólares siendo el tercer sector que más divisas aportan al país, con una proyección de exportaciones por más de 7.000 millones en 2022.
Desde 2020 creó un plan de regularización de deudas para las pequeñas y medianas empresas, revisó el cuadro tarifario del sistema energético e intervino los entes reguladores de electricidad y del gas.
El 15 de diciembre se dejó sin efecto el esquema de retenciones de 4 pesos por dólar exportado establecido por el gobierno de Mauricio Macri, comenzando a regir una alícuota de 12 % en los derechos de exportación, lo que elevó las retenciones a la soja del 24 % al 30 %, y del 6.7 % al 12 % en trigo y maíz.

#### Renegociación de la deuda externa

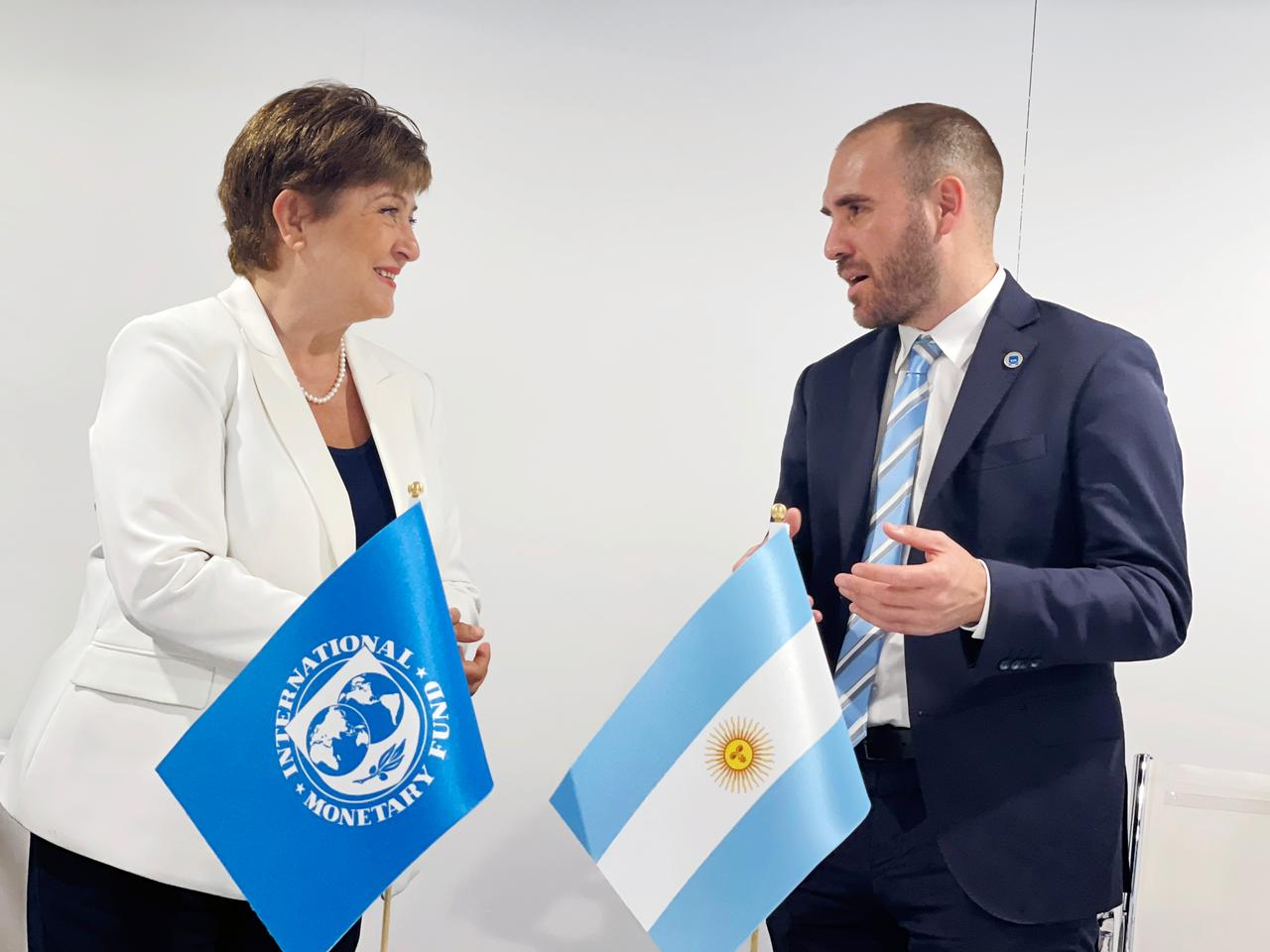
Martín Guzmán junto a la directora del FMI Kristalina Gueorguieva.

En enero de 2020, Guzmán anunció el envío de un proyecto de ley al congreso para la reestructuración de la deuda externa del país. En febrero el FMI apoyó la propuesto de Guzmán, emitiendo un documento donde señalaron que la deuda era «insostenible» y pedían a los acreedores una quita «apreciable».
A principios de abril se postergó hasta 2021 el pago de intereses y capital de bonos en dólares con legislación argentina, lo que fue considerado por dos calificadoras de riesgo como cesación de pagos. El 21 de abril se produjo la primera oferta formal del gobierno argentino. El 6 de mayo un grupo de 150 economistas, entre los que se encontraban Edmund Phelps y Stiglitz, apoyaron la propuesta argentina. Las negociaciones con los acreedores se extendieron hasta agosto de ese año. Finalmente, el 31 de agosto  en medio de la pandemia del COVID-19, se comunicó que el 93.5 % de los tenedores de bonos habían aceptado la oferta del gobierno, lo que mediante las cláusulas de acción colectiva, significó que se reestructuró 99 % de la deuda emitida bajo legislación extranjera. La oferta final fue de 54.8 USD por cada 100 USD de valor nominal. Pocos días después se anunció la reestructuración de los bonos emitidos bajo ley argentina con una aceptación del 98 %.

#### Modificación tarifaria
Guzmán criticó  «los subsidios energéticos son pro-ricos en un país con un 57 % de pobreza infantil» y que estaban gastando subsidios de luz y de gas en un sector que no era prioritario. Su intención de modificar el sistema de tarifas de energía, recibió la oposición del subsecretario de Energía Eléctrica, Federico Basualdo, quien retrasó un informe solicitado por Guzmán. Esta disputa provocó una crisis interna en el gobierno, entre los ministros pertenecientes al ala de Alberto Fernández y los pertenecientes al kirchnerismo.
Finalmente, a través del decreto 332/2022, estableció un modelo de segmentación de tarifas.

### Renuncia
Desde el acuerdo con el FMI, se produjo un quiebre en la relación entre Guzmán y la vicepresidenta Cristina Fernández de Kirchner, que se vio expresado en diversas acusaciones realizadas por la vicepresidenta. El 6 de mayo de 2022, durante un acto en Chaco, Cristina Fernández criticó el rumbo económico que se estaba llevando a cabo y definió como una acción generosa «que quien resultó electo presidente con el voto de la ciudadanía pudiera decidir libremente quién era su gabinete económico». El 2 de julio de 2022 finalmente presentó su renuncia mediante una carta dirigida al presidente publicada en la red social Twitter, en el mismo momento en que se desarrollaba un acto político de la vicepresidenta. Tras su renuncia, tres secretarios de la cartera, entre los que se encontraban el secretario de Hacienda Raúl Rigo; el de Política Tributaria Roberto Arias; y el de Política Económica Fernando Morra, presentaron la suya.
El 18 de noviembre del mismo año participó de una entrevista con Alejandro Fantino, donde acusó a Máximo Kirchner y a Cristina Fernández de Kirchner de haber boicoteado su gestión.